# Léopold Eyharts
Léopold Eyharts (Biarritz, Nueva Aquitania; 28 de abril de 1957) es un general de brigada francés en la Fuerza Aérea francesa, ingeniero y astronauta de la ESA.  Ha volado en dos ocasiones como parte de la expedición a la estación Mir y luego a la Estación Espacial Internacional.

## Vida temprana
Eyharts nació el 28 de abril de 1957 en Biarritz, Francia. Se graduó como ingeniero de la Academia Francesa de la Fuerza Aérea de Salon-de-Provence en 1979.

## Carrera militar
Se unió a la Academia Francesa de la Fuerza Aérea de Salon-de-Provence en 1977 y se graduó como ingeniero aeronáutico en 1979. En 1980, se convirtió en piloto de combate y fue asignado a un escuadrón Jaguar operativo en la Base Aérea de Istres (Francia). En 1985, fue asignado como comandante de ala en la base de la Fuerza Aérea Saint-Dizier.
En 1988, se graduó como piloto de pruebas en la escuela de pilotos de prueba francesa (EPNER) y fue asignado al centro de pruebas de vuelo Bretigny cerca de París. Luego voló en diferentes tipos de aviones militares y civiles, incluidos  Mirage 2000,  Alpha Jet,  Mirage 3, Caravelle,  C-160, principalmente involucrados en pruebas de radar y equipos.
Ha registrado 3500 horas de vuelo como caza y piloto de prueba en 40 tipos de aviones diferentes, 21 saltos en paracaídas, incluida una eyección.